# جورج بيتري
جورج بيتري هو سياسي أمريكي، ولد في 8 سبتمبر 1793 في ليتل فالس في الولايات المتحدة، وتوفي في 8 مايو 1879. نشط حزبياً في الحزب الديمقراطي. وقد انتخب عضو مجلس النواب الأمريكي ‏.